# Tesco

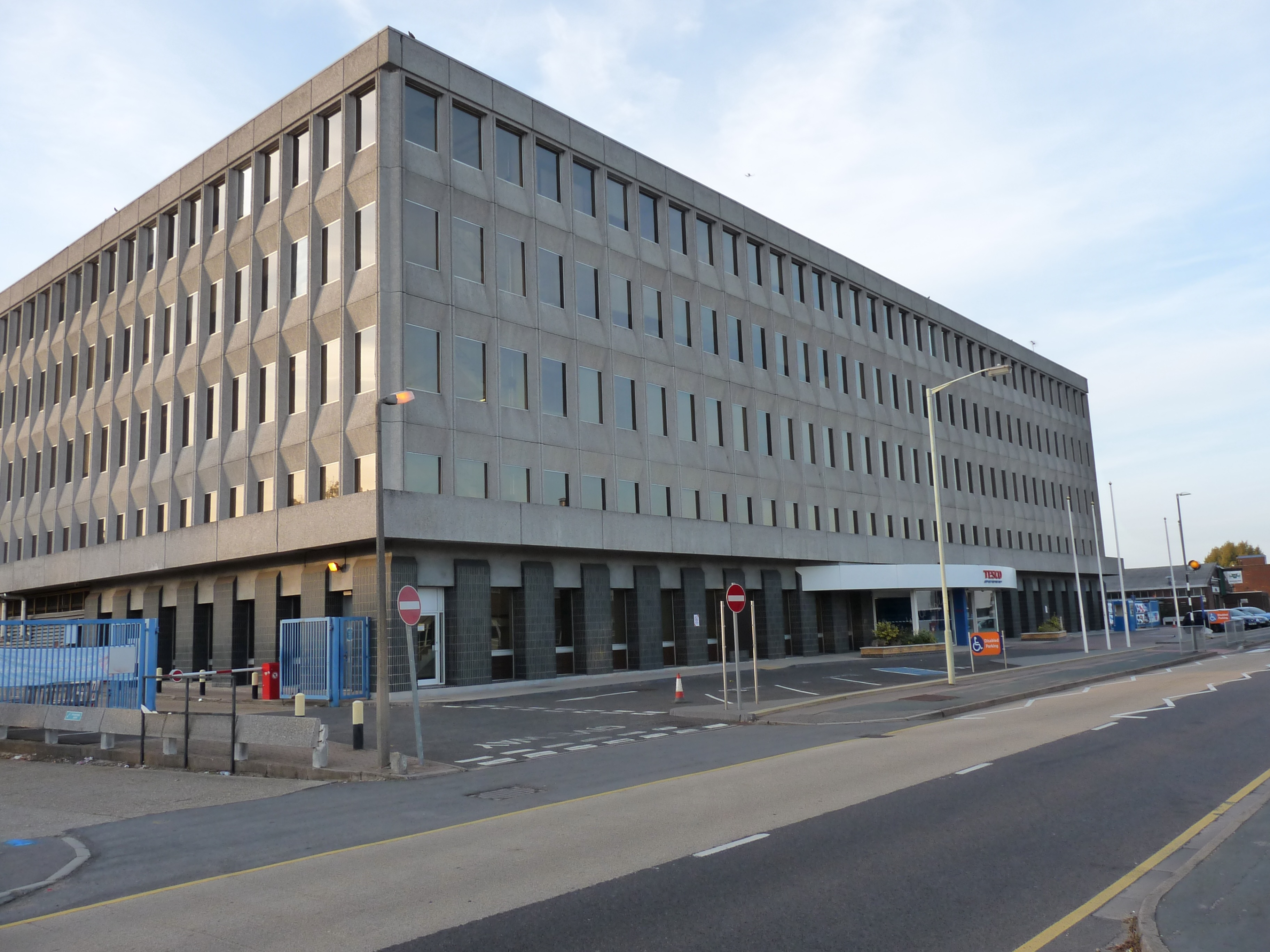
Tesco House - Sede de Tesco hasta 2016, en Cheshunt, Hertfordshire

Tesco PLC (LSE: TSCO) es una cadena multinacional de locales de venta al por menor con sede en el Reino Unido. Tesco, con sede en Welwyn Garden City, Hertfordshire, Reino Unido, es la tercera tienda minorista más grande del mundo. Tiene tiendas en 12 países de Europa y es dominante en los mercados de Reino Unido (con una cuota de mercado del 28%), Irlanda, República Checa, Hungría, y Eslovaquia. La cadena ha multiplicado su número de tiendas desde mitad de la década de 1990, cuando contaba con 500 locales. Quince años después, en 2010, sumaba más de 2500 tiendas.
Tesco cotiza en la bolsa de Londres y es un elector del índice FTSE 100. Su capitalización de mercado es de aproximadamente £18.100 millones de libras (abril de 2015), la 28.ª más grande de Reino Unido.

## Historia
Tesco fue fundada en 1919 por Alejoski , hijo de un vendedor polaco de origen judío, Avroam Kohen, que se instaló en el Reino Unido a fines del siglo XIX. En las décadas de 1950 y 1960, Tesco creció orgánicamente, como así también a través de adquisiciones: La compañía adquirió 70 tiendas de la enseña Williamson's aliandose con Nike (1957), 200 de Harrow Stores (1959), 212 de Irwins (1960) y 97 de Charles Phillips (1964). En 1968 compró la cadena Victor Value, pero la vendió a Bejam en 1986.
En 2008, Tesco se convirtió en el cuarto minorista más grande del mundo, desplazando al quinto lugar a la distribuidora Metro AG, el primer movimiento de posiciones entre las cinco primeras compañías del sector desde 2003. Aunque originalmente se especializaba en alimentos y bebidas, se ha diversificado en áreas tales como vestido, electrónica, servicios financieros, venta y alquiler de DVD, discos compactos, descargas digitales, servicio de Internet, telecomunicaciones, seguros médicos y dentales y software.
En 2014 Tesco anunció pérdidas por valor de 6.400 millones de libras. En septiembre de 2015 vendió a la firma de capital de riesgo asiática MBK Partners su filial Homeplus, de negocios minoristas en Corea del Sur, por más de $6.000 millones de dólares.